# Stadio Santa Laura-Universidad SEK
Lo stadio Santa Laura-Universidad SEK è un impianto multifunzione di Santiago del Cile, dedito principalmente al calcio; esso ospita gli incontri interni dell'Unión Española e spesso concerti di star internazionali.